# Daedalina clevia
Daedalina clevia là một loài bướm đêm trong họ Noctuidae.